# Agelescape
Agelescape là một chi nhện trong họ Agelenidae.